# Municipio de Georgetown (Indiana)
El municipio de Georgetown (en inglés: Georgetown Township) es un municipio ubicado en el condado de Floyd en el estado estadounidense de Indiana. En el año 2010 tenía una población de 9632 habitantes y una densidad poblacional de 138,97 personas por km².

## Geografía
El municipio de Georgetown se encuentra ubicado en las coordenadas 38°18′1″N 85°56′51″O / 38.30028, -85.94750. Según la Oficina del Censo de los Estados Unidos, el municipio tiene una superficie total de 69.31 km², de la cual 68.97 km² corresponden a tierra firme y (0.49%) 0.34 km² es agua.

## Demografía
Según el censo de 2010, había 9632 personas residiendo en el municipio de Georgetown. La densidad de población era de 138,97 hab./km². De los 9632 habitantes, el municipio de Georgetown estaba compuesto por el 97.1% blancos, el 0.6% eran afroamericanos, el 0.24% eran amerindios, el 0.54% eran asiáticos, el 0.01% eran isleños del Pacífico, el 0.4% eran de otras razas y el 1.1% pertenecían a dos o más razas. Del total de la población el 1.12% eran hispanos o latinos de cualquier raza.